# Hellula phidilealis
Hellula phidilealis is een vlinder uit de familie van de grasmotten (Crambidae). De wetenschappelijke naam van de soort is voor het eerst geldig gepubliceerd in 1859 door Francis Walker.
De soort komt voor in het zuiden van de Verenigde Staten, Cuba, Jamaica, de Dominicaanse Republiek, Puerto Rico, de Britse Maagdeneilanden en Honduras.